# روژنا (استان اوپوله)
روژنا (به لهستانی:  Różyna) یک روستا در لهستان است که در گمینا لوین بژسکی واقع شده‌است.
این روستا تا پیش از پایان جنگ جهانی دوم بخشی از کشور آلمان و نام آن Rosenthal بوده است.